# São José (Lissabon)
São José ist eine portugiesische Gemeinde (Freguesia) im Kreis Lissabon.

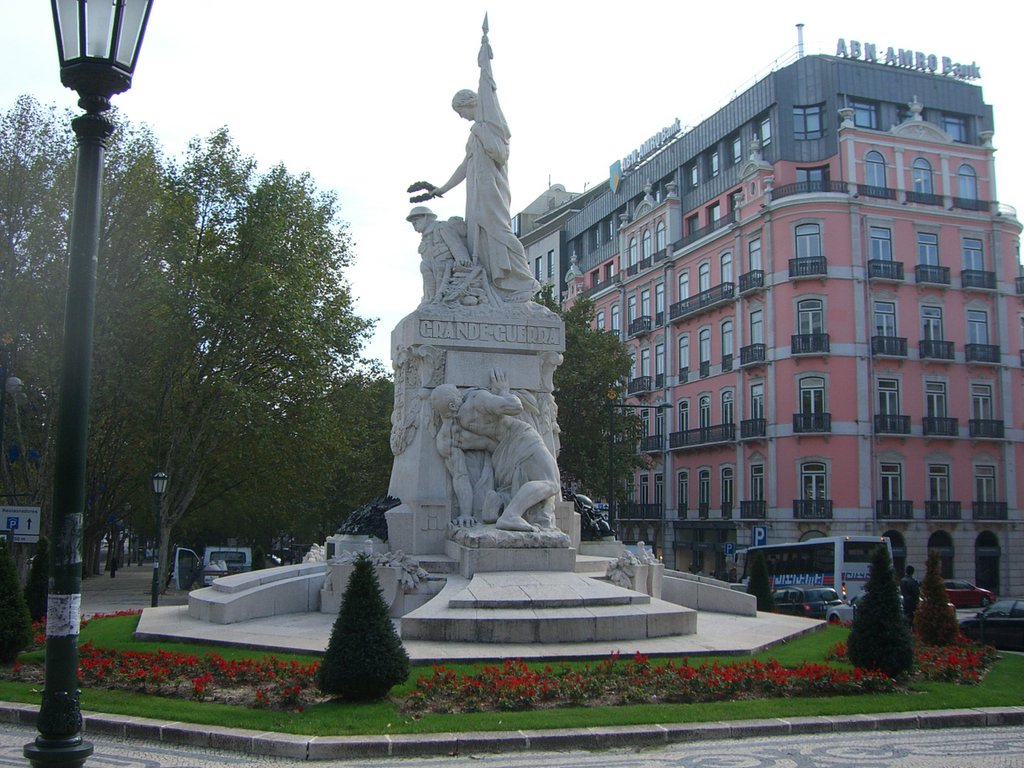
Denkmal an den Ersten Weltkrieg an der Avenida da Liberdade

In ihr leben 2676 Einwohner (Stand 30. Juni 2011).

## Söhne und Töchter der Gemeinde
- Gonçalo Ribeiro Telles (1922–2020), Politiker und Landschaftsarchitekt